# شبه جزيرة إزو

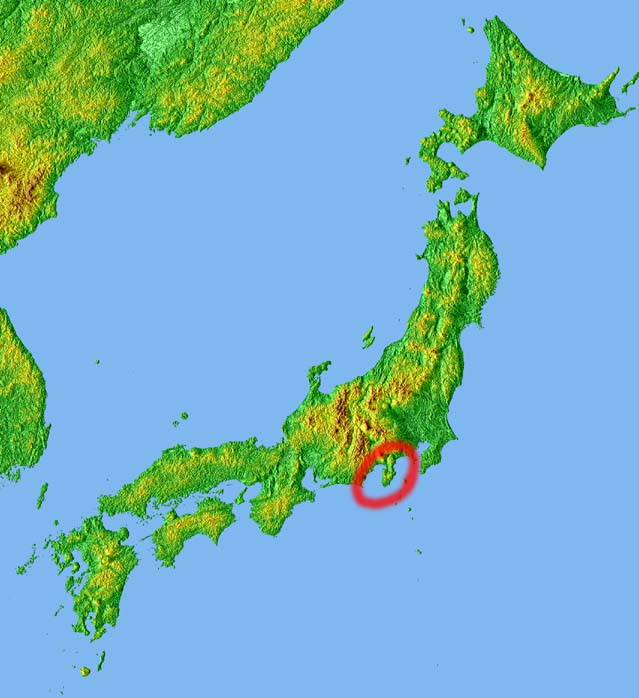
موقع شبه جزيرة إزو في اليابان.

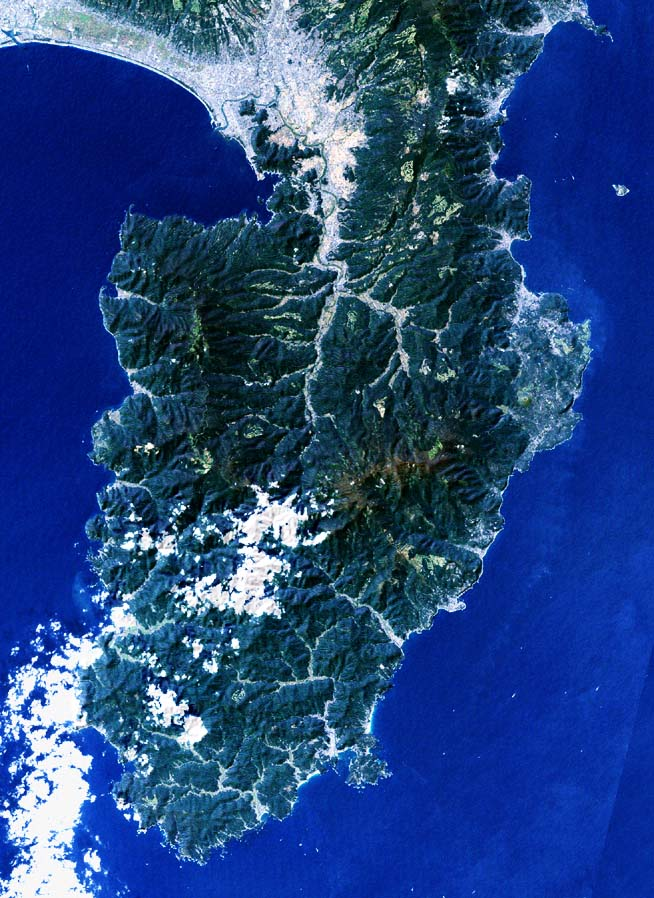
صورة شبه جزيرة إزو من مكوك فضائي.

شبه جزيرة إزو (باليابانية: 伊豆半島 إزو هانتو) هي شبه جزيرة تقع غرب العاصمة اليابانية طوكيو في جزيرة هونشو الرئيسية في اليابان.
قديما كانت تقع فيها مقاطعة إزو، أما اليوم فهي جزء من محافظة شيزوكا، إلا أن جزر إزو تتبع إداريا لطوكيو.